# Бакинская армия ПВО
Бакинская армия ПВО — армия ПВО РККА, в вооружённых силах СССР во время и после Великой Отечественной войны.

## Формирование
Армия сформирована в начале мая 1942 года (постановление ГКО от 5 апреля) путём реорганизации Бакинского корпусного района ПВО. Её управление создано на базе переформированного управления 3-го корпуса ПВО. Организационно армия входила в Закавказскую зону ПВО, с апреля 1944 года — в Закавказский фронт ПВО.
15 апреля 1945 года Закавказский фронт ПВО приказом НКО № 007 от 23.03.1945 г. расформирован. Задачи ПВО региона были возложены на Бакинскую армию ПВО и 99-ю дивизию ПВО. Отдельные соединения и части вошли в состав армии.

## Состав армии
В мае-октябре 1942 года в период активных действий немецких разведывательных самолётов в границах армии её состав включал:
- управление (штаб)
- 8-й истребительный авиационный корпус ПВО (управление (штаб), 82-й, 480-й, 481-й, 922-й иап, 962-й иап и другие формирования);
- 7 зенитных артиллерийских полков;
- полк зенитных пулемётов;
- прожекторный полк;
- полк аэростатов заграждения;
- полк ВНОС;
- другие отдельные части.

В дальнейшем в связи с изменением границ ответственности в АПВО вошло до 7 зенитных артиллерийских бригад; 8-й истребительный авиационный корпус ПВО с апреля 1944 года по апрель 1945 года исключался из её состава.
В 1945 году в состав армии входили:
- Артиллерийские соединения и части:
  - 57-я зенитная артиллерийская бригада;
  - 70-я зенитная артиллерийская бригада;
  - 129-я зенитная артиллерийская бригада;
  - 130-я зенитная артиллерийская бригада;
  - 131-я зенитная артиллерийская бригада;
  - 132-я зенитная артиллерийская бригада;
  - 180-й зенитный артиллерийский полк;
  - 339-й зенитный артиллерийский полк;
  - 1881-й зенитный артиллерийский полк;
  - 3-й зенитный пулеметный полк;
  - 39-й зенитный пулеметный полк;
  - 28-й полк воздушного наблюдения, оповещения и связи;
  - 10-й дивизион аэростатов заграждения;
  - 11-й дивизион аэростатов заграждения;
  - 133-я зенитная артиллерийская бригада;
  - 352-й зенитный артиллерийский полк;
  - 1880-й зенитный артиллерийский полк;
  - 3-й зенитный прожекторный полк.
- Авиация ПВО
  - 8-й истребительный авиационный корпус ПВО:
    - 82-й истребительный авиационный полк ПВО;
    - 480-й истребительный авиационный полк ПВО;
    - 481-й истребительный авиационный полк ПВО;
    - 922-й истребительный авиационный полк ПВО;
    - 962-й истребительный авиационный полк ПВО.

## Командный состав
Командующие:
- генерал-майор артиллерии П. М. Бескровнов (5 апреля 1942 г. — 24 февраля 1945 г.)
- генерал-лейтенант артиллерии Н. В. Марков (24 февраля 1945 г. — до конца войны)

## Боевая задача
Прикрытие от ударов с воздуха центра нефтедобывающего района СССР города Баку и окружающих его промыслов, а также нефтеперевозок по железной дороге в восточной части Закавказья и морем в юго-западной части Каспия.

## Боевые действия
В ходе Битвы за Кавказ армия отразила все попытки авиации противника прорваться к Баку, уничтожив на дальних подступах к городу 8 самолётов противника.

## Переформирование
Бакинская армия ПВО в начале 1946 года была переформирована в 17-й корпус ПВО в составе Юго-Западного округа ПВО. В соответствии с директивой Министра Вооруженных Сил СССР от 24 июня 1947 г. на базе 17-го корпуса ПВО воссоздавалась Бакинская армия ПВО, а осенью 1948 г. на базе её управления воссоздавался Бакинский район ПВО (относившийся к районам 1 категории).